# 奇々怪界-月夜草子
『奇々怪界-月夜草子』（ききかいかい つきよそうし、英語: Pocky & Rocky 2）は、1994年6月17日にナツメから発売されたスーパーファミコン用アクションシューティングゲーム。タイトーのアーケードゲームから開始された「奇々怪界シリーズ」の第3作目。

## ゲーム内容
小夜ちゃんと仲間たちを操作し、鬼族に攫われたかぐや姫を救出する事を目的としている。
基本的な操作方法は前作『奇々怪界-謎の黒マント-』（1992年）を踏襲しつつゲームシステムを一新しており、仲間のオプションによる攻撃や合体、よろずやでお金によるアイテムの購入、パスワードによるステージ再開、チュートリアルステージの追加など多数の新要素が追加された。このためシリーズ中では家庭用ゲーム的要素の強い仕上がりとなっており、前作と比較すると、難易度は低めに抑えられたゲームバランスとなっている。

### オプションシステム
本作独自のシステム。プレイヤーキャラクターである小夜ちゃんは、COMが操作するオプションキャラクターである仲間たちと共に戦っていく。
仲間たちは小夜ちゃんの動きに追随して動き、位置に応じて自動で遠距離と近距離を使い分けて敵へ攻撃を行う他、以下の操作により様々な能力を発揮することができる。これら仲間たちを上手く使ってゲームを有利に進めていく。オプションキャラクターは敵から一定のダメージを受けるとしばらく画面から消えてしまう。2Pプレイ時は2P側がオプションキャラクターを操作することになる。
合体
オプションキャラクターと合体し、一定時間オプションキャラクター固有の能力を発動できる。任意で解除が可能。制限時間まで放置すると徐々に点滅を始め、制限時間を超過すると強制的に合体が解除されて1P側がダメージを受け(通常通りライフが減少する)、オプションキャラクターは一定時間画面から消えてしまう。
オプションアタック
前作のボンバー攻撃に相当する攻撃。コマンドを入力すると進行方向に向かってオプションキャラクターを投げつける。敵に当たると各キャラ固有のエフェクト共に大ダメージを与えられる。当たり外れを問わず、投げられたキャラクターは合体時同様に一定時間戻ってこない。また、一部のボスの真正面からの遠距離攻撃とかち合った場合、オプション側がすり抜けてしまい当たらない。
オプションチェンジ
オプションチェンジ用のアイテムを取ることで、仲間にしたオプションキャラクターの中から任意で変更できる。オプションチェンジアイテムには現在連れているオプションキャラクターの顔が描かれており、一定の間隔でキャラクターの顔が入れ替わる。仲間にしたいキャラクターの顔になったところでアイテムを取ることで変更可能。

### アイテム／買い物システム
本作では敵を倒したりつづらを開けることでお金が手に入り、よろずやでアイテムを買うことで有利にゲームを進めることが出来る。フィールドで手に入るアイテムおよびよろずやで手に入るアイテムを記述する。よろずやでしか変えないアイテムもある他、ステージ後半になるほどアイテムの値段は上がっていく。
また、フィールド上に落ちているパワーアップアイテムと回復アイテムは、オプションキャラと合体した状態で取ると得点アイテム扱いとなって効果が取得できない
オプションチェンジアイテム
現在連れているオプションキャラクターを変更するためのアイテム。編隊を組んで飛んでくる敵キャラクターのお玉を全滅させると落とす。
つづら／千両箱
フィールドでのみ手に入る。つづらにはアイテムが、千両箱にはお金が入っている。千両箱を開けるには鍵を使うか、オプションキャラクターのしのぶと合体する必要がある。
鍵
千両箱や鍵の掛かった扉を開けるために必要。つづらかよろずやで入手可能。
大判／小判
大判が50両で小判が10両。つづらを開ける、または敵を倒すことで手に入る。
巫女服
。体力が最低（巫女服がボロボロ）の時に装備すると標準状態に回復し、通常時に取ると装備が最高段階になる。つづらかよろずやで入手可能。小夜ちゃんの防御力が1段階アップする。
うさぎ耳
体力が最低値の時に1回だけミスを無効にしてくれる。つづらかよろずやで入手可能。
剣道の鎧
どんな状態でも体力を最高値に回復できる。つづらかよろずやで入手可能。小夜ちゃんの防御力が2段階アップする。
青水晶
お札の威力を2段階まで上げてくれる。1つでお札が拡散弾になって小さくSの字を書いて蛇行して飛ぶようになり、2つ目で大きさと飛距離と発射速度が最大になる(軌道は直線に戻る)。つづらかよろずやで入手可能。
1UP
小夜ちゃんの残り人数が1増える。なお、本作では得点増加による残機数増加も発生する、
福袋
3つのアイテムをもらえる。中身はランダムで変わる。よろずやでのみ買える。
こうりゃくぼん
そのステージのボスの攻略法について教えてもらえる。よろずやでのみ入手可能。

## ストーリー
月からかぐや姫をお迎えする豊作のお祭りの日の夜、突如現れた鬼族によって現れたところを狙われたかぐや姫がさらわれてしまった。
その場に居合わせていた小夜ちゃんは、七福神の助言のもと魔奴化（まぬけ）を初めとする心強い仲間達と共に、さらわれたかぐや姫を助けるために旅立つのだった。

## キャラクター

### 小夜ちゃん
おなじみ神社で働く戦う巫女さん。鬼族にさらわれたかぐや姫を救うため、仲間と共に戦いに赴く。彼女の武器は遠距離攻撃用の「お札」と、接近戦用の「お払い棒」。防具は「剣道の鎧」や「うさぎ耳」などが登場する。防具があれば敵の攻撃を受けても防具が壊れて身代わりになってくれる。防具によって敵の攻撃を何回防げるかが異なる。デフォルメの小夜ちゃんは、敵の攻撃を受けて服が破れると同時に外見も変わる。
本作では初のキャラクターボイスが付いており、攻撃時、合体時、ミス時に掛け声を放つ。

### 小夜ちゃんの仲間たち（オプションキャラクター）
ゲーム作中では全部で7キャラクターが存在する。その中の1人がオプションとして常に小夜ちゃんと共に行動してくれる。ゲーム開始直後に選択できるのは「魔奴化」「たくあん和尚」「しのぶ」の3人のみ。
魔奴化（まぬけ）
小夜ちゃんの大親友の化け狸。合体前の通常攻撃は「葉っぱ」。
特殊能力は「はらつづみ」。合体時にコマンドを入力すると隠しアイテムのある場所を見つけられる。
なお、隠しアイテムはフィールド内のどこかの壁にオプションキャラを投げつけて地震を起こす、仲間キャラ「こうじろう」の特殊能力で掘り当てるのいずれかで発見できるが、そのポイントがどこにあるかについては完全にノーヒントとなっている。
しのぶ
かわいい顔ながらクールな性格の「くのいち」の女の子。合体前の通常攻撃は「手裏剣投げ」と「刀」。分離時は敵との距離によって自動で攻撃を使い分ける。合体時の移動速度が非常に速いが、攻撃は刀のみとなる。
特殊能力は「鍵開け」。千両箱や閉ざされた民家の鍵をアイテムの鍵がなくても開けられる。
たくあん和尚
巨体を駆使した持ち前のバカ力で戦う怪力坊主。合体前の通常攻撃は「岩投げ」。
特殊能力は「怪力」。道を塞ぐ岩をどかし、その岩を投げつけて攻撃可能。
以下のキャラクターについてはフィールド上のどこかに隠れているため自分で探し当てなければならず、仲間にしなかったキャラクターは以降のステージで使うことは出来ない。また、パスワードで再開した際も、ステージ開始時に選択できるのは上記に上げた3人のみとなり、仲間が存在するステージをパスワードで飛ばした場合も仲間にできない。
こうじろう
ヘルメットを被りつるはしを手にしたモグラの妖怪。合体前の通常攻撃は「小モグラ呼び」。小モグラが敵を追跡して攻撃する
特殊能力は「地面もぐり」。敵の攻撃をやり過ごす他、隠された埋蔵金も見つけられる。
とびまる
2本足のかかしの妖怪。合体前の通常攻撃は「鎌投げ」。2本の鎌を自分の周囲に円状に回転させて投げる。
特殊能力は「ホッピングジャンプ」。飛び跳ねながら移動するようになり、パワーを貯めることで離れた場所へ大ジャンプする。
はくしき
天狗族の長老。合体前の通常攻撃は「葉うちわ投げ」。障害物に当たると跳ね返る。
特殊能力は「空中飛行」。普通にはいけない離れた場所へ到達できる。
てつまろ
鬼が島に住む科学者が作り上げた、時代を超越した万能ロボ。合体前の通常攻撃は「ミサイル」
特殊能力は「万能力」。空を飛び、岩を持ち上げられるようになるのに加えて全方位攻撃のミサイル攻撃も可能になる。
能力が強力な分、オプションアタックの効果継続時間は他のキャラよりも短い。

### 敵キャラクター

#### ザコキャラクター
プカプカ
シリーズを代表するザコ敵。三角巾をかぶった丸っこい形の幽霊。倒すと弾を飛ばすものもいる。
お玉
赤い霊魂。編隊を組んで飛び回り、全滅させるとオプションチェンジアイテムを落とす。
走り鯛
脚の生えた鯛の妖怪。川や池の中から現れ、ピョンピョン飛び回る。
化け木（ばけぎ）
小さな幼木の妖怪。普段はじっとしているが近づくと動き出して火の玉を放ってくる。
みのじい
こなきじじいのような姿の赤ん坊の妖怪。近づくと抱きつかれて動きが遅くなり、引き剥がすときにダメージを受ける。
一童
閉ざされた門を守る一つ目小僧。門の上から次々と飛び降りてきて体当たりを食らわせてくる。
化けちょうちん
古い提灯が化けた妖怪。編隊を組んで飛び回り、口から青白い炎を飛ばしてくる。
林々
狐のお面をかぶった妖怪の女の子。持っている提灯から火を飛ばしたり、手毬を投げつけてくる。

#### ボスキャラクター
ステージ1
今作ではチュートリアルステージになっているのでボスはいない。
ステージ2
山婆（さんば）
旅人を襲って食らう山姥。今作では鍋のふたを盾代わりに装備しており、片手で包丁を投げつけてくる。盾を破壊すると両手で包丁を連続で投げつけ、ダメージを与える度に包丁の数が増えていく。その他、飛び上がってプレス攻撃も仕掛けてくる。

ステージ3
魔尾狐（まびこん）
九尾の狐。今回は人型の形態で登場し、左右にすばやく動いて弾を放ってくる。ダメージを与えると狐の正体を現し、子狐を差し向けながら飛び回る。AC版同様、狐の状態では動いている最中にしかダメージを与えられない。動きが素早く耐久力の高い強敵。

ステージ4
魅留鬼（みるき）
関西弁を喋る鬼族の鬼娘。大伴大納言の命によりかぐや姫をさらい、追ってきた小夜にライバル心を抱いている。小柄で小さいが、素の分、素早く攻撃が当てづらくい。こん棒ブーメランや電撃ビームなどの多彩な攻撃を使いこなす。ラストステージのボス戦の手前で再戦する。

ステージ5
雷電王（らいでんおう）
雪の渓谷へと続く回廊を守る雷神。体色は赤。電撃ビーム、太鼓投げ、放電攻撃を操る。

ステージ6
鬼門（きもん）
鬼ヶ島へ続く入り口を閉ざす門にとり憑く鬼の妖怪。口から鉄球を吐いたり、腕をロケットパンチのように飛ばしたりして攻撃してくる。

ステージ7
操珠僧（そうじゅそう）
鬼ヶ島の出口を守る怪力の悪僧。数珠を巧みに操り、振り回したり、珠をバラバラにして爆発させて攻撃してくる。

ステージ8
雷電王・兄（らいでんおう・あに）
ステージ5のボス、雷電王の兄。攻撃パターンは弟と同じだが、耐久力がより高い。

ステージ9
大伴大納言（おおとものだいなごん）
本作のラストボス。元は名のある貴族の男性だったが、かぐや姫に求婚を断られた悲しみにつけこまれて悪霊に取り憑かれ、海の彼方にある鬼神殿に身を隠し今回の騒ぎを巻き起こす。波動を放つ、光の珠を操る、床に突き上げた刀を這わせるなどの攻撃を使いこなす。

## スタッフ
- プログラマー：ころすけ、ちゃるめら ぜっと
- デザイナー：にしやまともゆき、さよちゃんの パパ、さかいたかお、しんいちろう、わだしんや
- サウンド：岩月博之、山下絹代、大橋春男、やまおあすか
- 妖怪デザイン、美術設定：藤川純一 (NMP)
- アニメーター：渡辺日呂子、松岡鶴代
- アニメーション制作：松元文一
- 協力：すぎやまきよし (NMP)
- スペシャル・サンクス：水谷郁、おーたむ、ことびぃ、たにぃ（谷口俊一）、なかはまりゅういち、ともさん（おかもとともこ）、はんぞう、ひろたつらんぶ、なみうえみつこ、こんだとしのり、のだぷー

## 評価
日本のゲーム誌『ファミコン通信』の「クロスレビュー」では合計27点（満40点）、『ファミリーコンピュータMagazine』の読者投票による「ゲーム通信簿」での評価は以下の通り、21.6点（満30点）となっている。
| 項目 | キャラクタ | 音楽 | お買得度 | 操作性 | 熱中度 | オリジナリティ | 総合 |
| 得点 | 4.0        | 3.4  | 3.2      | 3.8    | 3.5    | 3.8            | 21.6 |

日本のゲーム誌『電撃スーパーファミコン』の「新作チェッカー'94」では6、7、8、7の28点。レビュアーは操作性がよく気持ちよくプレイできて純和風なシナリオは少ないため目立っていてキャラクターが可愛くメーカーが同じダンジョン&マジックとは大違いだが、敵の攻撃は激しく各ボスは耐性があり難易度が高い、当たり判定が大きい、仲間は複数いるが誰を連れても一緒で仲間と合体して入手するアイテムもあまり重要ではなく活かされていなくてすぐやられて役立たず、フィールドが単調といった定価（9500円）ではなく安く買うにはいいかもしれない物足りないゲームだとした。
アメリカ合衆国のゲーム誌『エレクトロニック・ゲーミング・マンスリー』の4人のレビュアーは能力がユニーク、グラフィック、ゲームプレイ、デザインや増えるキャラクターを賞賛。うち1人はポッキー以外のキャラが単なるポッキーの部下として働いていることを嫌ったが、彼は10点満点中8点だった。『GamePro』も増える新しい戦略、グラフィック、可愛いデザイン、特に「最も小さな生物やアイテムも正確な詳細を表示する」ことを指摘した。